# رایان بومن
رایان بومن (انگلیسی: Ryan Bowman؛ زادهٔ ۳۰ نوامبر ۱۹۹۱) بازیکن فوتبال اهل بریتانیا است.
از باشگاه‌هایی که در آن بازی کرده‌است می‌توان به باشگاه فوتبال یورک سیتی، باشگاه فوتبال وورکینگتون ای. اف. سی، باشگاه فوتبال دارلینگتون، باشگاه فوتبال تورکی یونایتد، باشگاه فوتبال گیتزهد، باشگاه فوتبال اکستر سیتی، باشگاه فوتبال کارلایل یونایتد، باشگاه فوتبال مادرول، باشگاه فوتبال هرفورد یونایتد، و باشگاه فوتبال شروزبری تاون اشاره کرد.